# Tisovec
Tisovec (mađ. Tiszolc) (njem. Theissholz) je grad u Banskobistričkom kraju u središnjoj Slovačkoj. Upravno pripada Okrugu Rimavská Sobota

## Povijest
Prva naselja na području grada datiraju iz brončanog doba. Prvi pisani dokazi o gradu Tizolc potječe iz 1334. godine za vrijeme vladavine kralja Karla I. Roberta. Razvoj grada je zaustavljen napadom  Turaka u 16. i 17. stoljeću. Grad je doživio preporod 1780., kada je od Marije Terezije dobio povlastice u trgovini.

## Stanovništvo
| Godina:     | 1993. | 2003.   | 2013.   | 2023.    |
| ----------- | ----- | ------- | ------- | -------- |
| Broj ljudi: | 4334  | 4154    | 4253    | 3632     |
| Razlika:    |       | -4,15 % | +2,38 % | -14,60 % |

| Godina:     | 2022. | 2023.   |
| ----------- | ----- | ------- |
| Broj ljudi: | 3664  | 3632    |
| Razlika:    |       | -0,87 % |

Po popisu stanovništa iz 2001. grad je imao 4.215 stanovnika.

### Etnički sastav
- Slovaci 95,75%
- Romi 2,87%
- Česi 0,78%
- Mađari 0,43%[6]

### Religija
- rimokatolici 29,54% %
- ateisti 34,59%
- luterani 32,91%
- grkokatolici 0,43%[6]

## Vanjske poveznice
- Službena stranica grada